# Johan Gärde
Johan Gärde, född 8 oktober 1961 i Nynäshamn, är fil.dr. och docent i religionssociologi från Uppsala universitet och har varit verksam som Visiting Assistant Professor vid American University of Beirut och Associate Professor vid Notre Dame University, Louaize, Libanon. Han är för närvarande docent vid Institutionen för socialvetenskap på Ersta Sköndal Bräcke högskola. Gärde brukar anlitas av media som expert för att kommentera utvecklingen i Mellanöstern. Han har varit anställd på den katolska biståndsorganisationen Caritas Sverige under många år, bland annat som generalsekreterare 1987–1993. I mitten av 1980-talet var han ordförande för Sveriges unga katoliker.
I samband med konflikten kring Muhammedbilderna i Jyllands-Posten i början av 2006 gick Gärde ut i en debattartikel i Svenska Dagbladet  och försvarade utrikesminister Laila Freivalds för hennes agerande för att stänga Sverigedemokraternas webbsidor. Gärde kritiserade samtidigt de liberala debattörerna Johan Norberg och Mattias Svensson, vilkas åsikter han betecknade som "yttrandefrihetsfundamentalism" enligt den definition som den danska islamologen Jørgen Nielsen myntat. Gärde har bland annat ansvarat för den nationella studien "World Values Survey" i Libanon, den första unika religionssociologiska studien av det här slaget i det landet. Han har haft uppdrag för Folke Bernadotteakademin om fred och försoning i Irak. I samarbete med EU:s socialfond och Stockholms Stadsmission har Gärde skrivit metodhandböcker om interkulturellt religiöst socialt arbete och "Crossroads" om utsatta EU-medborgare.